# 符樂
符樂（1461年—？），字同和，江西臨江府新喻縣人，民籍，明朝政治人物。

## 生平
江西鄉試第二十四名舉人。弘治十五年（1502年）中式壬戌科會試第六十九名，三甲第一百八十九名進士。

## 家族
曾祖符幼懋；祖父符唐；父符信，訓導，母鄒氏。永感下。